# بارداس
بارداس ((باليونانية: Βάρδας)‏; توفي في 21 إبريل 866) كان نبيلاً بيزنطياً ووزيراً ذا مكانة عالية. وبصفته شقيق الإمبراطورة ثيودورا، ارتفع إلى منصب عالٍ تحت ثيوفيلوس (حكم من 829 إلى 842). على الرغم من تهميشه بعد وفاة ثيوفيلوس من قبل ثيودورا و ثيوكتيستوس (Theoktistos)، في عام 855 قام بتجربة قتل ثيوكتيستوس وأصبح الحاكم الفعلي لابن أخيه، ميخائيل الثالث (حكم من 842 إلى 867). بارتفاعه إلى رتبة قيصر، أصبح الحاكم الفعلي للإمبراطورية البيزنطية لمدة عشر سنوات، وهي الفترة التي شهدت النجاح العسكري، وتجديد النشاط الدبلوماسي والتبشيري، والإحياء الفكري الذي بشرت به النهضة المقدونية. تم اغتياله عام 866 بتحريض من قائد ميخائيل الثالث الجديد المُفضل، باسل المقدوني، الذي بعد عام واحد اغتصب العرش لنفسه وثبت سلالته الخاصة على العرش البيزنطي.